# Admiral's Cup
Pour les articles homonymes, voir Admiral.

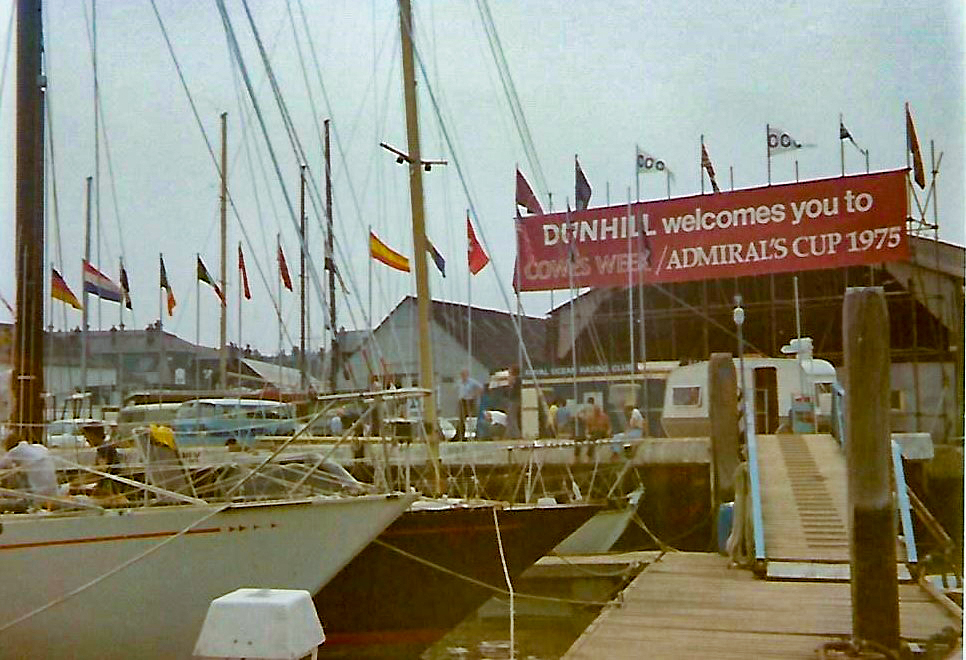
Admiral's Cup, 1975.

L'Admiral's Cup est une course au large de voiliers, qui se déroule tous les deux ans aux abords de l'île de Wight, au Royaume-Uni. Créée en 1957 par les Britanniques du Royal Ocean Racing Club (RORC), elle est devenue depuis le véritable championnat du monde de course au large, et peut être comparée pour la voile à ce que la coupe Davis est au tennis.
Elle se dispute par équipes de trois voiliers d'une même nation sur six manches : trois triangles olympiques, un parcours côtier et deux courses au large, la Channel Race et le Fastnet.
À l'origine disputée en 1957 entre les États-Unis et le Royaume-Uni, la Cup s'est par la suite ouverte aux autres nations. La France l'a remportée pour la première fois en 1991. Depuis 2003, la course est une compétition entre yacht clubs.
L'édition 2005 de l'Admiral's Cup a été annulée faute de participants. Le championnat du monde officieux de course au large s'est tenu du 9 au 17 juillet dans le Solent, le bras de mer entre l'île de Wight et le sud de l'Angleterre, et dans la Manche.
Depuis cette date, le relais a été pris par la Commodore's Cup suivant un format similaire (une semaine de course avec des parcours bananes et côtiers, une course au large et un tour de l'Ile de Wight)

## Historique du classement de l'Admiral's cup
| Année                          | Médaille d'or        | Médaille d'argent    | Médaille de bronze   |
| ------------------------------ | -------------------- | -------------------- | -------------------- |
| 1957                           | Royaume-Uni          | États-Unis           | n/a                  |
| 1959                           | Royaume-Uni          | Pays-Bas             | France               |
| 1961                           | États-Unis           | Royaume-Uni          | Pays-Bas             |
| 1963                           | Royaume-Uni          | États-Unis           | Suède                |
| 1965                           | Royaume-Uni          | Australie            | Pays-Bas             |
| 1967                           | Australie            | Royaume-Uni          | États-Unis           |
| 1969                           | États-Unis           | Australie            | Royaume-Uni          |
| 1971                           | Royaume-Uni          | États-Unis           | Australie            |
| 1973                           | Allemagne de l'Ouest | Australie            | États-Unis           |
| 1975                           | Royaume-Uni          | Allemagne de l'Ouest | États-Unis           |
| 1977                           | Royaume-Uni          | États-Unis           | Hong Kong            |
| 1979                           | Australie            | États-Unis           | Italie               |
| 1981                           | Royaume-Uni          | États-Unis           | Allemagne de l'Ouest |
| 1983                           | Allemagne de l'Ouest | Italie               | États-Unis           |
| 1985                           | Allemagne de l'Ouest | Royaume-Uni          | Nouvelle-Zélande     |
| 1987                           | Nouvelle-Zélande     | Royaume-Uni          | Australie            |
| 1989                           | Royaume-Uni          | Danemark             | Nouvelle-Zélande     |
| 1991                           | France               | Italie               | États-Unis           |
| 1993                           | Allemagne            | Australie            | France               |
| 1995                           | Italie               | États-Unis           | Allemagne            |
| 1997                           | États-Unis           | Allemagne            | Italie               |
| 1999                           | Pays-Bas             | Europe               | Royaume-Uni          |
| 2001                           | Épreuve annulée      | Épreuve annulée      | Épreuve annulée      |
| 2003                           | Australie            | Espagne              | Italie Royaume-Uni   |
| 2005                           | Épreuve annulée      | Épreuve annulée      | Épreuve annulée      |
| 2007—2023 : Pas de compétition |                      |                      |                      |
| 2025                           |                      |                      |                      |

## Anecdote
Le Premier ministre britannique Edward Heath barrait l'un des bateaux vainqueurs de l'édition de 1971.